# كريستوفر كوك (كاتب جريمة)
كريستوفر كوك (بالإنجليزية: Christopher Cook)‏ هو كاتب جريمة أمريكي، ولد في 3 أغسطس 1952 في توسان في الولايات المتحدة.

## وصلات خارجية
- الموقع الرسمي
- كريستوفر كوك على موقع IMDb (الإنجليزية)